# Witalij Mucha
Witalij Pietrowicz Mucha (ros. Вита́лий Петро́вич Му́ха, ur. 17 maja 1936 w Charkowie, zm. 2005) – radziecki i rosyjski polityk narodowości ukraińskiej.

## Życiorys
W 1960 ukończył Charkowski Instytut Lotniczy, następnie pracował w przedsiębiorstwach Nowosybirska, od 1963 był członkiem KPZR. 1982-1988 dyrektor generalny Nowosybirskiego Zjednoczenia Produkcyjnego "Sibsielmasz", od grudnia 1988 do 30 października 1989 II sekretarz, a od 30 października 1989 do 12 sierpnia 1990 I sekretarz Komitetu Obwodowego KPZR w Nowosybirsku. 1990-1991 przewodniczący Nowosybirskiej Rady Obwodowej i członek KC KPZR, 1991-1993 deputowany ludowy Federacji Rosyjskiej, jednocześnie kierownik administracji obwodu nowosybirskiego, 1993-1994 ekspert, a 1994-1995 wiceprezydent banku "Lewobierieżnyj" w Nowosybirsku. 1995-1999 ponownie kierował administracją obwodu nowosybirskiego, 1996-2000 przewodniczący rady Międzyregionowego Stowarzyszenia "Sibirskoje Sogłaszenije", 1996-2000 członek Rady Federacji Zgromadzenia Federalnego Federacji Rosyjskiej.